# Ecklesiastik
Ecklesiastik (latin: ecclesiasticus, den kristna församlingen) är ett akademiskt studieämne och ett äldre ord för (statligt) kyrkoväsen och samhällssektorer som traditionellt tillhört kyrkan, framför allt utbildning. Användes i ord som ecklesiastikdepartementet och ecklesiastikminister.
Ordet sammanblandas ibland med ”eklektisk” och ”eklekticism” som betyder stilblandning.